# السمك في الثقافة

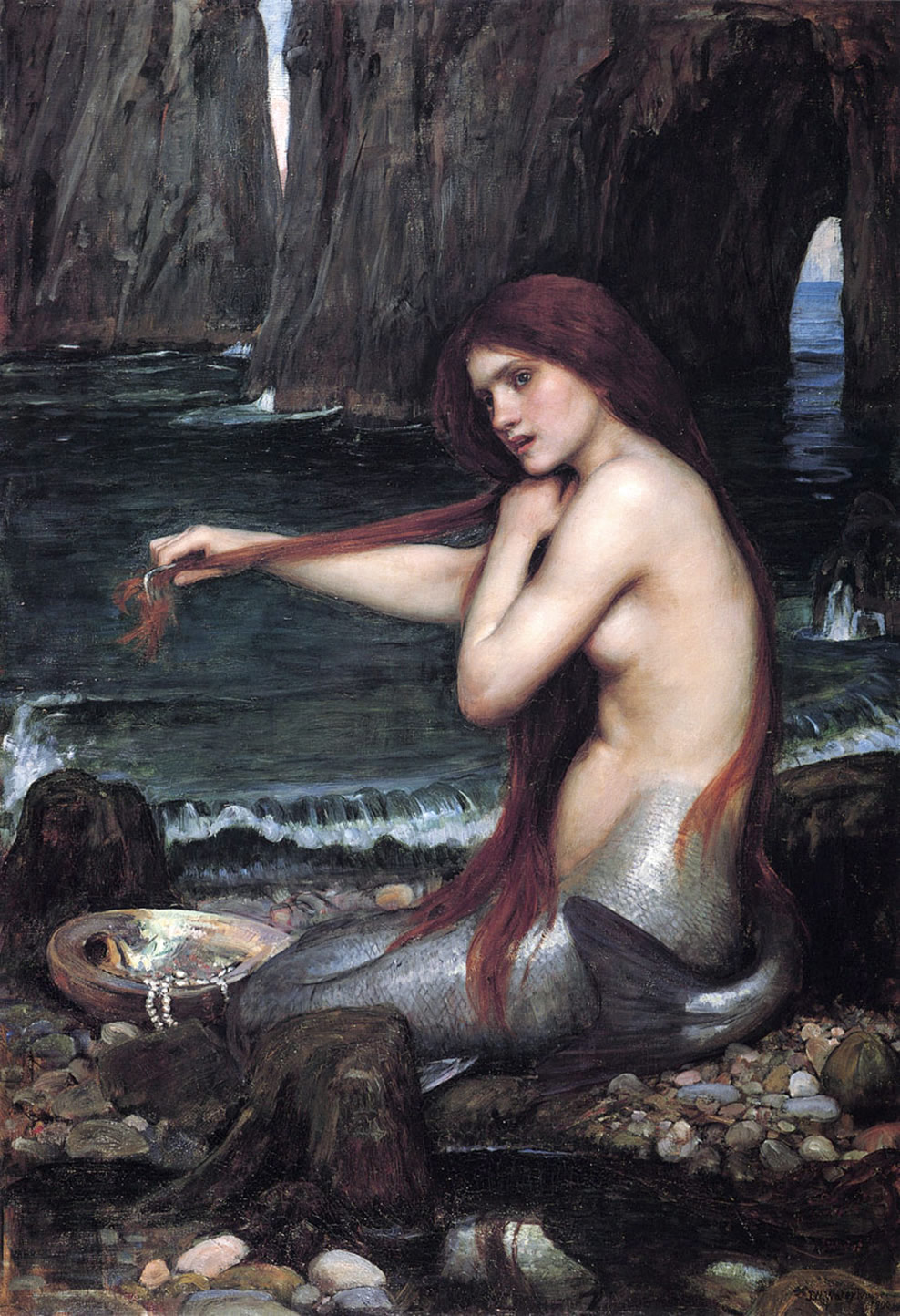
حورية البحر، أسطورة من العصور المظلمة

تتشكل الثقافة، في المجتمعات البشرية، من السلوك الاجتماعي والأعراف التي تُتَوارث من خلال التعلم الاجتماعي. تلعب الأسماك العديد من الأدوار في الثقافة البشرية؛ لأهميتها الاقتصادية وذلك في صناعة صيد الأسماك وتربية الأسماك، إلى الصيد الترفيهي، وظهورها في الفولكلور، والأساطير، والدين، والفن، والأدب، والسينما.

## السمك في الأساطير
وجد بين حفريات مصر القديمة مومياء من السمك. ولقد وجدت عبادة السمك في مدينة أوكسيرينخوس حيث عبد سمك المورمون؛ إذ كان يعتفد أن هذه السمكة ابتلعت قضيب أوزوريس، إله الموتى عندما قطع شقيقه الشرير جسده إلى شرائح. وفي الأساطير اليونانية كانت السمكة مقدسة عند الإلهة أفروديت إلهة الحب والجمال وكذلك عند الإله بوسیدون إله البحر. وكان السمك يقدم للموتي في عبادة أدونيس. وفي الأساطير الرومانية كانت السمكة مقدسة عند الإلهة فريجا «Frigga» إلهة الحب والخصوبة. وفي الطقوس السومرية كان السمك يقدم كقرابين للإلهة عشتار، والإله تموز. وفي الديانة الهندوسية كانت السمكة ماتسيا أول تجسيد تجسد فيه الإله فشنو لكي ينقذ مانو (أو الإنسان الأول) والحكماء، والفيدا من الطوفان العظيم. وترمز السمكة في المسيحية ليسوع المسيح، لأن الحروف الأولى من «lesoussi Chriton, Theou Huios Sorter» ترجمتها: «يسوع المسيح ابن الإله المخلص» هی «إيخثيس lthtis» هی کلمة السمكة باللغة اليونانية. وترمز السمكة في الديانة البوذية إلى أثر قدم بوذا، وهي تشير إلى تحرره من الرغبات والارتباطات.